# Michele Giuliani (compositore)
Michele Giuliani (Barletta, 17 maggio 1801 – Parigi, 8 ottobre 1867) è stato un chitarrista, compositore e insegnante italiano.

## Biografia
Figlio di Mauro Giuliani  e fratello di  Emilia Giuliani , nacque a Barletta il 17 maggio 1801. Visse tra il 1814 e il 1819 tra Vienna e San Pietroburgo. Nel 1848 andò a risidiere stabilmente a Parigi, dove iniziò a insegnare presso l'Opéra e il conservatorio di Parigi. Morì nella capitale francese l'8 ottobre 1867.
Le sue opere sono catolagate in numerosi archivi musicali e nella collezione Europeana, ideata e sostenuta dall'Unione Europea.